# Cuminia eriantha
Cuminia eriantha é uma espécie de angiospermas da família Lamiaceae.
Apenas pode ser encontrada no Chile.
Está ameaçada por perda de habitat.